# Fox Conner
Fox Conner (Slate Springs, 2 november 1874 – Washington, 13 oktober 1951) was een Amerikaanse generaal die militair ook actief was in Europa tijdens de Eerste Wereldoorlog. Hij eindigde zijn loopbaan als tweesterrengeneraal (Major General). Hij was de zoon van Robert H. and Nannie Fox Conner en kon verder studeren met de steun van zijn oom Fuller Fox en senator Hernando De Soto Money (1839-1912).
Conner is minder bekend in Europa maar legde wel de link en ervaring tussen verschillende generaties van militaire leiders uit Amerika. Hijzelf was een dichte medewerker van generaal John J. Pershing, de opperbevelhebber van de Amerikaanse troepen in Europa tijdens de Eerste Wereldoorlog én de overste van de toekomstige George Marshall en Dwight D. Eisenhower, de Amerikaanse opperbevelhebbers tijdens de Tweede Wereldoorlog.

## Loopbaan
Fox Conner was opgegroeid op een familiale boerderij alvorens een militaire opleiding te volgen in West Point (1894-1898). Zijn eerste beroepservaringen deed hij op in het toen bezette Cuba. Hij werd al vlug opgemerkt en kreeg verschillende opdrachten bij de generale staf, onder meer als instructeur en lesgever bij het Army War College. In het kader van een uitwisselingsprogramma liep hij een jaar stage bij een artillerie-eenheid in Frankrijk en ging er - samen met zijn gezin - wonen nabij Parijs. Zijn opgedane kennis in de artillerie en de Franse taal kon kort nadien reeds nuttig gemaakt worden.
In 1917 werd hij tijdens de Eerste Wereldoorlog – door de opperbevelhebber van de Amerikaanse strijdkrachten in Europa generaal John J. Pershing – benoemd tot chief of operations (G3) voor de Amerikaanse troepen (American Expeditionary Forces - AEF). Zijn assistent was kapitein George Marshall, de latere vijfsterrengeneraal. Na de oorlog kreeg Conner voor zijn inzet onderscheidingen in Amerika en Frankrijk: de Army Distinguished Service Medal en de Croix de Guerre.
Na de vijandelijkheden was hij mee verantwoordelijk voor het tot stand komen van het Verdrag van Versailles. Vanaf 1918 was hij ook de stafchef van generaal John J. Pershing en auteur van het Pershing's "End of the War Report" bestemd voor president Woodrow Wilson en het Amerikaanse Congres.
In 1922 werd hij benoemd tot militair commandant in Camp Gaillard in de Panamakanaalzone en benoemde hij zelf Dwight D. Eisenhower als zijn stafchef. Connor werd nadien zijn belangrijkste mentor genoemd.
Eisenhower zie daarover zelf: "Outside of my parents he had more influence on me and my outlook than any other individual, especially in regard to the military profession."

## A General’s General
Terug uit Panama werd Conner achtereenvolgens benoemd tot assistant Chief of Staff of the United States Army en Deputy Chief of Staff. Van 1927 tot 1930 was hij bevelhebber van het Hawaiian Military Department. Om nadien commandant te worden van het First US Army gekazerneerd in Boston (1936-1938).
Tijdens de Grote Depressie aanvaardde hij de opdracht (1933) van president Franklin D. Roosevelt om de leiding te nemen over het Civilian Conservation Corps. Het betrof een onderdeel van de New Deal en moest werk verschaffen aan jonge werklozen. Na problemen met de gezondheid nam Conner in 1938 ontslag uit het leger. Het gegeven dat hij tijdens zijn loopbaan twee vijfsterrengeneraals bij zijn ondergeschikten had, gaven hem de bijnaam van "A General's General".

## Militaire loopbaan
- Second Lieutenant: 1898
- First Lieutenant:
- Captain: 1901
- Major: juli 1916
- Lieutenant Colonel:  15 mei 1917
- Tijdelijk Colonel: 5 augustus 1917[6]
- Tijdelijk Brigadier General: 8 augustus 1918[6]
- Colonel: 22 augustus 1919[7]
- Brigadier General: 1921
- Major General: 20 oktober 1925

## Decoraties
- Distinguished Service Medal
- Purple Heart
- Spanish War Service Medal
- Army of Cuban Occupation Medal
- Overwinningsmedaille
- Lid in de Orde van het Bad (Verenigd Koninkrijk)
- Commandeur in het Legioen van Eer (Frankrijk)
- Commandeur in de Kroonorde (België)
- Croix de guerre 1914–1918 (Frankrijk)